# Brandon Quintin Adams
Brandon Quintin Adams (* 22. August 1979 in Topeka, Kansas) ist ein US-amerikanischer Schauspieler.

## Leben
Brandon Adams begann seine Karriere schon im Kleinkindalter als Darsteller in Werbefilmen und -anzeigen. 1988, im Alter von 9 Jahren, hatte er seine erste Rolle im Fernsehen, in der er den Peter in der NBC-Sitcom Harrys Nest verkörperte. Über Nacht wurde er im selben Jahr für seine Rolle als Zeke bekannt, als er den jungen Michael Jackson in dem Film Moonwalker darstellte. Für diese Rolle erhielt er den Young Artist Award. Es folgten weitere Rollen in Serien und Filmen wie „Polly – Ein Engel auf Erden“ mit der Rolle des kleinen Jimmy Bean an der Seite von Filmkollegin Keshia Knight Pulliam,  Der Prinz von Bel-Air und Mighty Ducks. 1994 gewann er für seine Rolle in dem Film The Sandlot („Herkules und die Sandlot-Kids“) erneut den Young Artist Award. Im Jahr 2001 spielte Adams in dem Independent-Film MacArthur Park (Regie: Billy Wirth) als eine der Hauptfiguren an der Seite von Schauspielkollege Thomas Jefferson Byrd.

## Sonstiges
- Adams ist Mitglied der Kappa Alpha Psi Fraternity, Incorporated.[3]
- Nach dem Tod von Michael Jackson schrieb Adams einen Nachruf.

“The loss of another great one has come upon us this week. My heart is very sadness with the lost of a friend, there is no word that can express the grief and pain that I’m feeling in my heart right now. Michael was a very influential and big part of my life since the very start of my life. […] Michael thank you for giving me those priceless memories and allowing me to be part of your history and life!! He took my childhood and a big part of my heart to heaven with him. I will miss you!”

„Der Verlust einer weiteren großartigen Person hat uns diese Woche getroffen. Mein Herz ist erfüllt von der Trauer einen Freund verloren zu haben, es gibt keine Worte mit denen ich den Kummer und Schmerz in meinem Herzen ausdrücken könnte. Michael ist von Anfang an ein großer und bedeutsamer Teil meines Lebens gewesen. […] Michael ich danke dir für die unbezahlbaren Erinnerungen und dafür, dass ich ein Teil deiner Geschichte und deines Lebens sein durfte!! Er hat meine Kindheit und einen Teil meines Herzens mit sich in den Himmel genommen. Ich werde dich vermissen!“

## Filmografie (Auswahl)
- 1988: Moonwalker
- 1989: Polly – Ein Engel auf Erden (Polly)
- 1990: Polly: Comin’ Home!
- 1991: Sunday in Paris (Kurzfilm)
- 1991: Haus der Vergessenen (The People Under the Stairs)
- 1992: Mighty Ducks – Das Superteam (The Mighty Ducks)
- 1993: Herkules und die Sandlot-Kids (The Sandlot)
- 1993: Der Killer im System (Ghost in the Machine)
- 1994: Beyond Desire
- 1994: Mighty Ducks II – Das Superteam kehrt zurück (D2: The Mighty Ducks)
- 2001: MacArthur Park
- 2012: Stuck in the Corners

Fernsehserien
- 1989: Zurück in die Vergangenheit (Quantum Leap)
- 1989–1990: Harrys Nest (Empty Nest)
- 1989–1991: College Fieber (A Different World)
- 1990: Tom & Jerry Kids (The Tom and Jerry Kids Show) (Stimme)
- 1991: Die Klasse von Drexell (Drexell’s Class)
- 1992: Nightmare Cafe
- 1993: Martin
- 1993: South Beach
- 1993: Droopy, Master Detective (Stimme)
- 1994: Der Prinz von Bel-Air (The Fresh Prince of Bel-Air)
- 1994: Roc
- 1995: Das Leben und Ich (Boy Meets World)
- 1995: Sister, Sister
- 1996: The Burning Zone
- 1997–1998: ARK, the Adventures of Animal Rescue Kids
- 1998–1999: Moesha

## Video- oder Computerspiele
- 2005: Kingdom Hearts II als Raijin
- 2007: Kingdom Hearts II: Final Mix+

## Auszeichnungen
Gewonnen:
- 1989: Young Artist Award für Moonwalker
- 1994: Young Artist Award für Herkules und die Sandlot-Kids

Nominiert:
- 1990: Young Artist Award für Polly – Ein Engel auf Erden
- 1992: Young Artist Award für Die Klasse von Drexell
- 1993: Saturn Award für Haus der Vergessenen
- 1993: Young Artist Award für Mighty Ducks – Das Superteam